# 三国峠の戦い
三国峠の戦い（みくにとうげのたたかい）は、慶応4年閏4月21日から24日（新暦1868年6月11日から14日）に起きた、上州諸藩を中心とする新政府軍と、会津藩を中心とした幕府軍が衝突した戊辰戦争（会津戦争）・越後口での戦闘の1つ。
なお、ここでは明治5年以前については旧暦の日付で記す。

## 戦闘に至るまで
幕末の魚沼郡は大部分が天領で、その中に桑名藩領の飛び地、会津藩領、幕府領のうちの会津藩預領などがある状態で、小出島陣屋を中心に会津藩兵が警備に当たっていた。江戸城包囲のために北陸道軍が高田から移動したことで越後から官軍が一時的に不在になると、会津藩はいずれ予想される関東方面からの官軍を迎え撃つために小出島陣屋の兵力を増強し、郡奉行の町野源之助（町野主水）を隊長に、副隊長・町野久吉（源之助の弟）、第二遊撃隊の井深宅右衛門、池上武輔（池上武助）など藩士20余名と、陣屋や庄屋を通して召集された地元の農民や侠客などの農兵・郷村兵と共に130余名ないし140余名（別説では200余名、大工や人足を加えて300余名）で三国峠の大般若塚に陣を敷いた（閏4月9日から12日）。浅貝宿での滞陣中、信州の山を越えてきた小栗上野介の遺臣（佐藤銀十郎以下10余名）が源之助を訪ねてきて、そのうち数名が手勢に加わった。しばらく上州側に目立った動きが見られなかったのと、農作業の季節であったため、人足や農民の一部は里に返された。井深隊は小千谷方面へ向かった。
一方の薩長勢力は4月11日の江戸開城の後、桑名藩主・松平定敬のいる柏崎や、開港5港の一つである新潟港のある越後を経由して会津藩主・松平容保のいる鶴ヶ城攻めを意図していた。このため4月14日に越後出兵が命じられ、4月19日には北陸道鎮撫総督高倉永祜、副総督四条隆平、参謀山縣狂介（山縣有朋）、黒田了介（黒田清隆）らの部隊が高田入りした。閏4月22日には東山道鎮撫総督岩倉具定、参謀乾退助（板垣退助）、伊地知正治が率いる東山道軍の上野巡察使原保太郎、豊永貫一郎が軍監として約600名の兵（前橋藩、高崎藩、吉井藩、佐野藩など）を率いて永井宿に到着した。後方の須川宿や沼田城に進駐していた沼田藩、安中藩、伊勢崎藩、七日市藩を含めると1,200名とも1,500名とも言われる勢力だった。
先立つ閏4月21日に官軍の先発隊が大般若塚に接近を試みるが、道中では大木が斬り倒され、陣地には胸壁が巡らされ、堀や柵や落とし穴や鹿砦が無数に作られ、木の葉の下に釘を打ちつけた板が敷かれるなどしており、それ以上進めず撤退した。会津藩側でも官軍の接近を察知した斥候からの情報で、里に戻った農兵に帰陣するよう使者を立てていたが、多くはまだ戻っていなかった。
閏4月22日に久吉は僅かの従者を連れて永井宿の本陣を訪れ、風反（山中の地名）から監視しているので官軍を決して泊めないようにという隊長の伝言を伝え、その場に積まれた米俵を目にすると、従者に何か囁いた後、手にした槍を軽くしごき、涼しい目を見開いて、米俵にエイッと突き刺した。その俵は高々と久吉の頭上を越えて後方に落下した。久吉は兄の源之助と共に宝蔵院流の使い手だった。この時の久吉の身の丈は6尺近く、髪は大髷、眉目凛として清秀、一の字に結んだ口元、しかしどこかに童顔が残されていて、筒袖の着物、縞の木綿袴、紺足袋に草履は紙止めと伝わる。本陣の四郎右衛門夫妻はかつて幼子を失っており、生きていればちょうど久吉と同じ程の歳だったという。久吉は従者が差し出した手ぬぐいで少し赤くなった顔を拭った。

## 戦闘の経過
閏4月23日、高崎藩の部隊200名は山側の永井宿の裏山（唐沢山）から、吉井藩および佐野藩の部隊180名は谷側の法師から、司令官の豊永は道案内の前橋藩を含む本隊の200名を率いて本道（三国街道）を進み、三方から大般若塚を銃撃した。会津側は地形上有利な高地に陣取り、民兵も投石や目潰しで援護した。しかしこの日の戦闘は雨によって中断した。官軍は日没前に周囲を偵察し、夜間のうちに一部の障害物を撤去する工作を行った。この偵察部隊には龍門寺住職の牧野再龍も加わっていた。
閏4月24日未明、濃霧の中、佐野藩の砲撃によって官軍が総攻撃を開始した。会津藩兵は前日の戦闘の後に何らかの理由で一旦後方の三坂茶屋まで引き上げており、不意を突かれた形となった。彼我の戦力差から、源之助は撤退して小千谷か小出島で守りを固める案を立てたが、久吉は「会津武士に退くという言葉は無い」と強く反対した。そして源之助の制止を聞かず久吉を一番槍に5人の若武者が濃霧の中を突っ切って官軍の軍勢へ突入した。久吉は蒲生氏郷伝来の大身槍を手に果敢に戦い、前橋藩隊まで迫ったところで半隊司令官の八木始（萩原朔太郎の祖父）が手にした拳銃に撃たれたが、撃たれてなお立ち上がり、向かってくる久吉を官軍の兵士が取り囲み、銃撃し、さんざんに斬って倒した。久吉は満身に銃創・剣創をうけて戦死。享年17歳。槍の名手であり、また美男子であった久吉は官軍によってその遺体の一部を食われたという（武勇に優れた者の身体を取り込むことで武勲がつくという迷信による）。この時官軍に従軍していた地元の猟師が鉄砲で同時に射掛けたが、晩年まで悪夢にうなされたという。
この時の久吉の戦いぶりを当時前橋藩砲兵指南役だった陸軍少将の亀岡泰辰（久吉と同年齢）が後の大正9年、雑誌『武侠世界』に寄せて「その勇気は賞賛するに余りある」と回想している。なお源之助（主水）もこの時になって初めて弟の死に様を知った。
会津側は午後（未の刻）まで持ちこたえたが、多勢に無勢であり、やがて総崩れになり、撤退行動に移った（井深隊からの伝令で北陸軍の進軍具合が伝えられたためとも言う）。
吉井藩の藩兵善吉は隊の先頭に立ち、大木で作られた柵を破壊しながら進路を切り開いたが、敵の銃弾から隊長をかばって戦死した。
記録に残る会津側の死者は藩士4名（町野久吉、好川瀧之助、古川深次郎、湯浅六弥）、負傷者1名（小桧山包四郎）。藩士以外の死傷者は不明。
官軍側の記録上の死者は3名（高崎藩・深井八弥、堀田藩・伊島吉蔵、吉井藩・吉田善吉）、負傷者3名。

## 戦闘の後

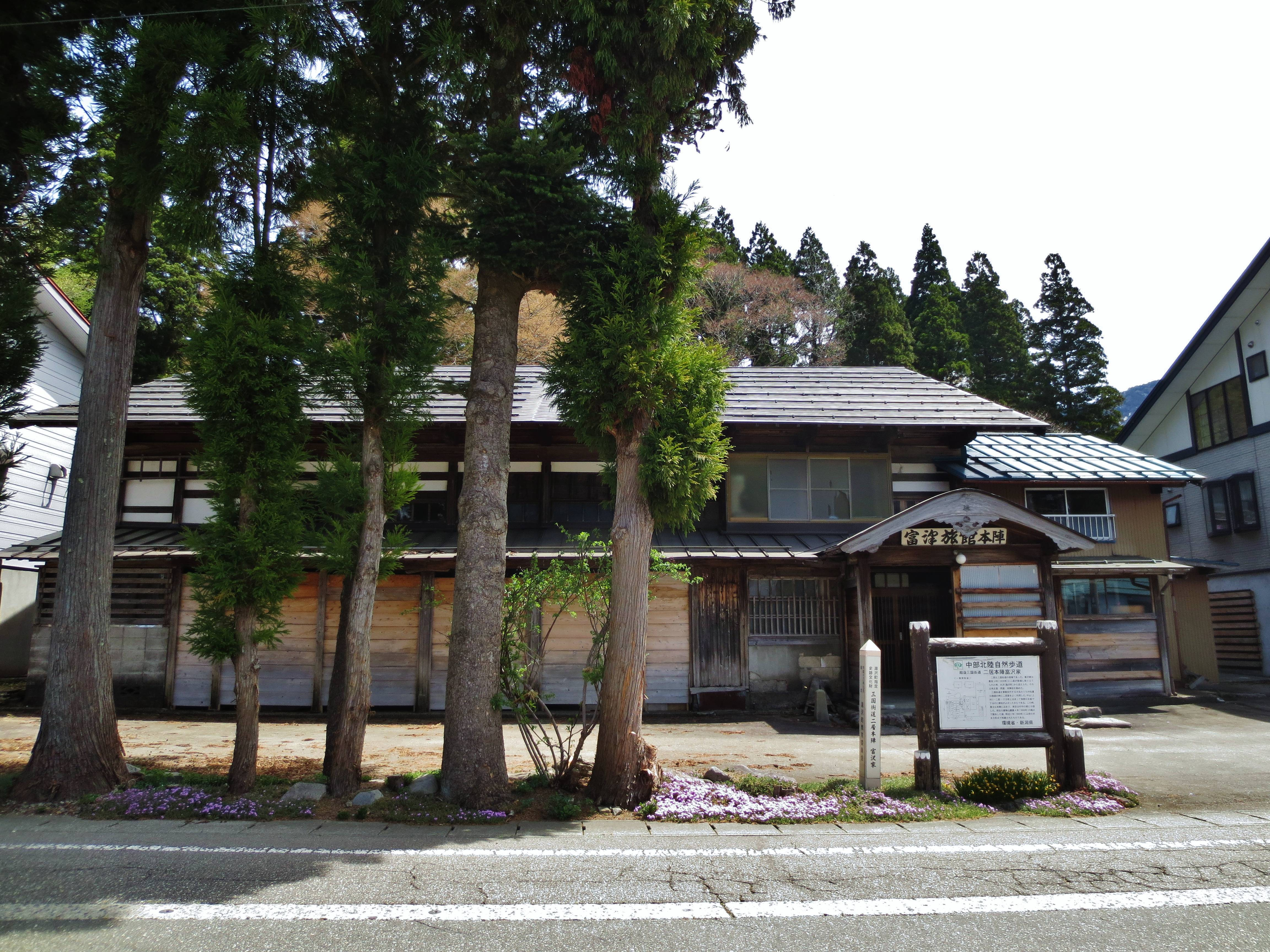
二居本陣富沢家

会津藩兵は追手の侵攻を遅らせるため、街道筋の浅貝宿と二居宿に火を放ち、建物をことごとく焼いた（住民は山の中に避難していたため火事による犠牲者は出ていない）。更に三俣宿まで退いたが、北陸道軍の支隊が十日町まで迫っている知らせが届いており、小出島までの撤退を急いだため三俣宿は焼かれなかった。なお隣宿が焼かれたことを知った地元の庄屋の関某と本陣の池田某が白装束に身を包み、街道の真ん中に正座をして待ち構え、現れた隊長と思しき馬上の武者に、自分たちの命と引き換えに村を見逃してくれるよう訴え、馬上の武者がその心意気に打たれたため三俣宿が焼かれなかったとの説もある。
会津藩兵は追手を避けて魚野川の東岸を通って小出方面へ向かった。官軍は隊列を整えて六日町まで進出した。
塩沢組三十一ヶ村組元庄屋の岡村清右衛門(岡村貢の父)は戦闘前から物資・資材・人足等の手配を会津藩から命じられていた。上州吉井藩の藩兵約60名が岡村宅を取り囲み、備えてあった武器や文書を押収した。清右衛門と大次郎(貢)は捕縛され六日町に設けられた本営に連行された。驚いた組内各村の庄屋達と清右衛門の妻コンは夜を徹して岡村父子の身柄の解放を求める嘆願書を記し、代表して書を持参した君沢村の庄屋伝右衛門を始めとした一団が官軍陣営を訪れた。説得の甲斐あって父子は解放された。大次郎(貢)はこの時の出来事を肝に銘じ、生涯国家社会のために身をうって尽くすことを誓ったという(貢は後に上越線の父と呼ばれる)。一方で戦闘で重症を負った会津藩兵は「怪我人に東軍も西軍もない」としたコンの差配によって密かに人里離れた石打神社で手当てが行われたが、官軍の捜索が厳しくなり、5月に長崎村の光明寺に移して看病が続けられたが、6月の初め頃に官軍方に見つかり、いずこかへ連れ去られたという。
この後、北関東での戦闘は会津沼田街道における5月の戸倉の戦い、越後での戦闘は閏4月26日の芋坂・雪峠の戦い、小出島の戦い、閏4月27日の鯨波戦争、そして5月2日からの北越戦争や奥羽越列藩同盟へと続いていく。
善吉は百姓だったが、戦闘においての功績が認められたことで士分扱いとなり、苗字を送られ、手厚く葬られた。
久吉を含む会津藩兵の首は永井宿に晒された後、見かねた村人によって遺体ともども埋葬されたが、掘り起こされることを恐れて場所は定かにされていなかったが、後年になって古老の証言を元にとある桜の木の根元より遺骨が発見され、昭和35年（1960年）6月に町野武馬（主水の息子・久吉の甥）によって永井駒利山に墓が、また分骨されて融通寺に首塚が建てられた。なお現在永井宿にある墓は道路工事のために今の場所に移されたもの。
瀧之助の墓地は東明寺にある。三国峠の戦いで生き残った会津藩兵もその多くは後の戦争で命を落とした。三国峠の戦いの戦没者の名も刻まれた慰霊碑が明治29年（1896年）7月に魚沼市の小出島陣屋跡に作られた。
久吉が用いた槍は官軍に戦利品として回収され、明治30年（1897年）8月には山縣有朋の手にあった（山縣も宝蔵院流の使い手）。尊攘堂を作るために幕末の志士たちの遺品などを調べていた品川弥二郎（長州出身）がこのことを知り、福島巡察の際に主水の元を訪れ、槍を故郷に戻す話を持ちかけたが、主水は「戦場で奪われた槍を畳の上で受け取ること相ならぬ」として申し出を断ったという。この槍は現在若松城天守閣郷土博物館に収蔵されている。
四条隆平は慶応4年7月27日から10月28日まで柏崎県知事、越後府知事、新潟府知事として魚沼郡を治めた。
山縣有朋は明治14年（1881年）6月10日、北陸地形巡検の途中に三俣宿の池田家に泊まった記録が残されている。

## 三国峠の戦いを扱った作品
- 中村彰彦 『その名は町野主水』 新人物往来社 1993年 ISBN 9784404020536 のち 角川文庫 1997年 ISBN 9784041906057
- 早乙女貢 『会津士魂』第10巻 越後の戦火 集英社文庫 1999年 ISBN 9784087488258
- 黒乃奈々絵 『PEACE MAKER鐵』第14巻 マッグガーデン 2018年 ISBN 9784800007612 第73話「悍」に町野久吉が登場